# Théo De Percin
Théo De Percin (* 2. Februar 2001 in Tarbes) ist ein französischer Fußballtorwart, der bei der AJ Auxerre in der Ligue 1 unter Vertrag steht.

## Karriere

### Verein
De Percin begann seine fußballerische Ausbildung im Oktober 2007 bei Séméac OF. Im Sommer 2010 wechselte er zu Tarbes PF, wo er drei Jahre blieb, ehe er sich der US Créteil anschloss. 2014 wechselte er dann zur AJ Auxerre. Hier stand er 2017/18 erstmals im Kader der Zweitmannschaft. Nach einigen Einsätzen für die Reserve und die U19-Mannschaft, stand er in der Saison 2020/21 aber auch erstmals im Profikader. In der Saison 2021/22 konnte er als Zweittorwart zwar kein Ligaeinsatz feiern, dafür zwei Spiele im Pokal und den Aufstieg der Mannschaft in die Ligue 1 über die Playoffs. Jedoch spielte er auch 2022/23 nur für die zweite Mannschaft in der vierten Liga. Nach dem direkten Wiederabstieg, war jedoch dauerhaft zweiter Torwart der Profis und kam am letzten Spieltag der Spielzeit gegen die US Concarneau zu seinem Profidebüt. Er stieg mit der AJA direkt als Meister wieder in die Ligue 1 auf.

### Nationalmannschaft
De Percin debütierte nach zahlreichen Nominierungen am 1. Juli 2023 beim Gold Cup 2023 gegen Panama für die A-Nationalmannschaft von Martinique.
Er wurde zudem von Trainer Thierry Henry für den vorläufigen Kader der französischen Olympianationalmannschaft berufen, schaffte es aber nicht in den endgültigen Kader, sondern hielt sich auf Abruf bereit.

## Familie
Sein Vater Francis De Percin ist aktuell Fußballtrainer und ist ehemaliger Fußballspieler.

## Erfolge
AJ Auxerre
- Meister der Ligue 2: 2024  ▲
  - Aufstieg in die Ligue 1 über die Playoffs: 2022